# Bruno Chizzo
Bruno Chizzo (Udine, 1916. április 19. – Trieszt, 1969. augusztus 14.) világbajnok olasz labdarúgó, fedezet.

## Pályafutása

### Klubcsapatban
1933-ban mutatkozott be az Udinese első csapatában. 1935-ben igazolt a Triestina csapatához, ahol négy idényen át 116 bajnoki mérkőzésen 11 gólt szerzett. Ebben az időszakban volt az olasz válogatott keretének a tagja. 1939–40-ben az AC Milan, 1940 és 1942 között a Genoa 1893, 1942–43-ban az Anconitana, 1943–44-ben első klubja, az Udinese labdarúgója volt. A második világháború után 1945 és 1947 között ismét a Genoa csapatában szerepelt. Pályafutása vége felé két idényen át a Bolzano, egy szezonon át az Empoli játékosa volt, majd a Sangiorgina csapatában fejezte be az aktív labdarúgást.

### A válogatottban
Tagja volt az 1938-as világbajnok csapatnak, de mérkőzésen sohasem szerepelt az olasz válogatottban.

## Sikerei, díjai
Olaszország
- Világbajnokság
  - aranyérmes: 1938, Franciaország